# Jakob’s Basler Leckerly

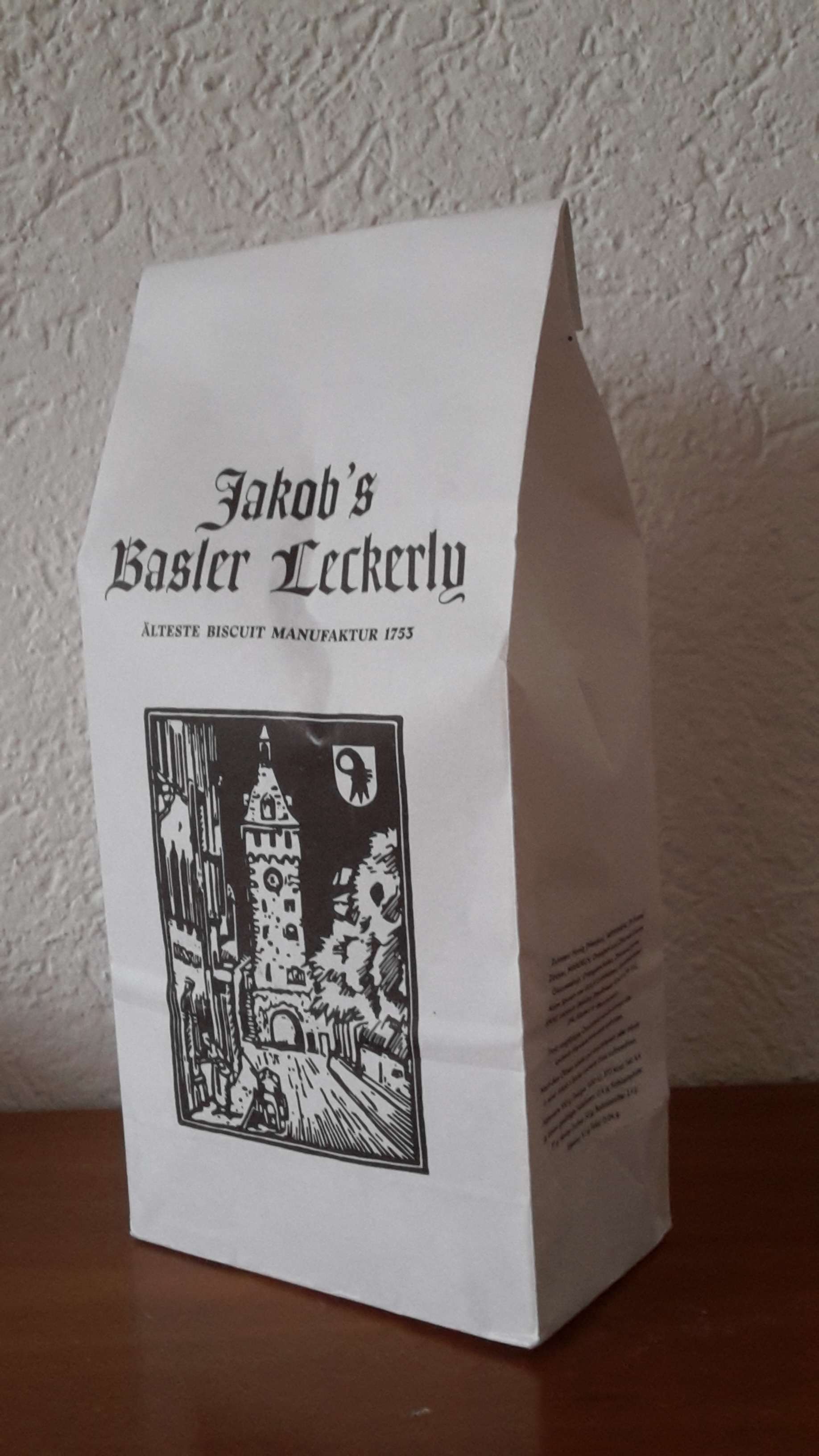
Jakob’s Basler Leckerly, Verpackung

Jakob’s Basler Leckerly (eigentlich Karl Jakob Nachf. von J.J. Steiger sel. Erben AG) ist ein Familienunternehmen in Basel und die älteste noch existierende Biskuit-Manufaktur der Schweiz, sowie eines der 20 ältesten noch existierenden Unternehmen der Schweiz.

## Geschichte
Die ersten Erwähnungen des Unternehmens gehen ins 17. Jahrhundert zurück. Die Firma Karl Jakob Nachf. von J.J. Steiger sel. Erben AG oder kurz Jakob’s Basler Leckerly wurde 1753 gegründet als Steiger’sches Kaffeehaus an der Schneidergasse 20.
Der Bürgermeister und Rat von Basel bestätigten 1783 dem „getreuen lieben Bürger“ J.J. Steiger-Bruckner (1736–1813) die Bewilligung, ein Kaffeehaus (mit Produktion von Basler Läckerli) an der Schneidergasse 20 zu betreiben. Darauf entwickelte sich die Firma zum Chocolatier und Läckerli-Fabrikant. 1819 wurde ein neuer Läckerli-Ofen gebaut.
Mitte des 19. Jahrhunderts kam die Reiselust in Schwung. Läckerli werden weltweit verschickt und waren ein Exportschlager. Jakob’s Basler Leckerly waren zu dieser Zeit die bedeutendste Läckerli-Manufaktur von Basel. Bereits in der ersten Ausgabe des Schweizer Baedeker-Reiseführers von 1844 werden die Steiger’schen Basler Leckerly bei einem Besuch in Basel als Souvenir empfohlen. An der 1877 stattfindenden Gewerbeausstellung gewannen die Steiger’schen Basler Leckerly den Basler Ehrenpreis für die ausserordentliche Produktequalität.
1895 veräusserte die Witwe Lydia Braun Schuhmacher, eine Erbin der Familie Steiger, das Unternehmen an Wilhelm Jakob-Kemmler (1852–1909). Die Unternehmung wurde in J.J. Steiger sel. Erben, W. Jakob-Kemmler, Nachfolger umfirmiert. Die Familie Jakob brachte das Geschäft über zwei Generationen und bis zum Zweiten Weltkrieg zum Florieren.
1909 übergab Wilhelm Jakob das Unternehmen an seinen Sohn Karl Jakob (1877–1941). Das Unternehmen hiess nun Karl Jakob Nachf. von J.J. Steiger sel. Erben. 1938 gründete sich die Aktiengesellschaft Karl Jakob Nachf. von J.J. Steiger sel. Erben AG. Im Geschäftsalltag wird jedoch nur die Bezeichnung Jakob’s Basler Leckerly verwendet. Nach dem Ableben vom Karl Jakob führte ab 1942 Heinrich Spillmann (1911–1979) das Unternehmen bis 1973 weiter. Auf Spillmann folgten Hans Strobel (1932–2006) und seine Partnerin Inge Kiefer.
2017 übernahm die Basler Familie Andreas und Charlotte Kuster das Unternehmen und führt es als Familienunternehmen weiter. Trotz der Corona-Pandemie war es möglich 2020 eine Filiale in Basel zu eröffnen, sowie bis 2022 die Mitarbeiteranzahl auf 20 Personen zu erhöhen.

## Bedeutende Produkte
Das Unternehmen stellt heute noch Läckerli nach seinen über Generationen überlieferten Rezepturen aus dem 18. und 19. Jahrhundert her. So stammt zum Beispiel die Rezeptur des Jakob’s Honig Leckerly aus dem 18. Jahrhundert und geht auf J.J. Steiger (1736–1813) zurück. Das klassische Jakob’s Basler Leckerly ist eine Rezeptur aus dem 19. Jahrhundert. Im 20. Jahrhundert kam dann noch das Jakob’s Schoggi Leckerly dazu. Im 21. Jahrhundert stieß das Frühjahrsleckerly zu den Rezepturen hinzu. Zudem werden seit 2018 zwei der vier Sorten auch in einer koscheren Variante angeboten.

## Auszeichnungen
2018 gewann Jakob’s Basler Leckerly den mit CHF 10'000 dotierten Jungunternehmerpreis Nordwestschweiz. Das Unternehmen setzte sich dabei gegen rund 30 Konkurrenten durch.
2020 wurde die Lällenkönig-Dose von Jakob’s Basler Leckerly mit dem Publikumspreis des Swiss Packaging Awards ausgezeichnet.
Bei der Genusswoche Basel 2021 wurde Jakob’s Basler Leckerly in der Kategorie "Tradition" ausgezeichnet.